# Joe Pietersen
Pour les articles homonymes, voir Pietersen.
Pas d'image ? Cliquez ici

a Compétitions nationales et continentales officielles uniquement.

b Matchs officiels uniquement.
Dernière mise à jour le 9 mai 2052.
Johan Christiaan Pietersen, né le 18 mai 1984 à Vryheid, est un joueur sud-africain de rugby à XV qui évolue au poste d'ailier ou d'arrière.

## Carrière
Joe Pietersen joue en Afrique du Sud de 2005 à 2010 avec la Western Province en Currie Cup et Vodacom Cup et en Super 14 avec la franchise des Stormers. Il est nommé révélation de l'année lors de la Currie Cup 2009. 
De 2004 et 2007, il est sélectionné avec l'équipe d'Afrique du Sud de rugby à sept. En 2010, il signe un contrat de deux ans avec l'Aviron bayonnais pour jouer dans le Top 14. Après une saison, il indique en septembre qu'il veut quitter le club pour question personnelle, sa femme ne s'adaptant pas à la France. Il quitte le club au 1er décembre après la Coupe du monde.
Il retrouve la franchise des Stormers, disputant les saisons 2012 et 2013 de Super Rugby. Il évolue également en Currie Cup avec la Western Province. Il rejoint à l'été 2013 le Biarritz olympique, où il ne reste qu'une saison avant de retourner en Afrique du Sud aux Cheetahs puis aux Sharks en Super Rugby et aux Natal Sharks en Currie Cup. En 2017, il rejoint l'équipe des Seawaves de Kawaishi en deuxième division japonaise.

## Équipe nationale
- 2 sélections en Équipe d'Afrique du Sud de rugby à sept

## Palmarès
- Finaliste du Super 14 en 2010
- Finaliste de la Currie Cup en 2010
- Vainqueur de la Currie Cup en 2012